# Xã Jefferson, Quận Independence, Arkansas
Xã Jefferson (tiếng Anh: Jefferson Township) là một xã thuộc quận Independence, tiểu bang Arkansas, Hoa Kỳ. Năm 2010, dân số của xã này là 205 người.